# Carville-Pot-de-Fer
Carville-Pot-de-Fer é uma comuna francesa na região administrativa da Normandia, no departamento de Sena Marítimo. Estende-se por uma área de 5,38 km². Em 2010 a comuna tinha 104 habitantes (densidade: 19,3 hab./km²).